# XIX legislatura della Repubblica Italiana
La XIX legislatura della Repubblica Italiana, in carica dal 13 ottobre 2022, è l'attuale legislatura del Parlamento Italiano.
La composizione della Camera dei deputati e del Senato della Repubblica è stata determinata dai risultati delle elezioni politiche del 25 settembre 2022, indette dopo lo scioglimento anticipato delle Camere da parte del Presidente della Repubblica Sergio Mattarella avvenuto il 21 luglio 2022, a seguito delle dimissioni del governo Draghi. L'esito delle elezioni ha portato alla formazione del governo Meloni.
A seguito dell'esito positivo del referendum costituzionale del 2020 sul taglio dei parlamentari, la XIX legislatura è la prima ad avere un numero ridotto di parlamentari, che passano da 630 a 400 deputati e da 315 a 200 senatori elettivi; a questi ultimi occorre aggiungere i 5 senatori a vita attualmente in carica, per un totale di 205 senatori.

## Ripartizione dei seggi per lista a inizio legislatura
|                                                         |                                                         |  |         |         |
| ------------------------------------------------------- | ------------------------------------------------------- |  | ------- | ------- |
| Fratelli d'Italia                                       | Fratelli d'Italia                                       |  | 119/400 | 119/400 |
| Partito Democratico - Italia Democratica e Progressista | Partito Democratico - Italia Democratica e Progressista |  | 69/400  | 69/400  |
| Lega per Salvini Premier                                | Lega per Salvini Premier                                |  | 66/400  | 66/400  |
| Movimento 5 Stelle                                      | Movimento 5 Stelle                                      |  | 52/400  | 52/400  |
| Forza Italia                                            | Forza Italia                                            |  | 45/400  | 45/400  |
| Azione - Italia Viva                                    | Azione - Italia Viva                                    |  | 21/400  | 21/400  |
| Alleanza Verdi e Sinistra                               | Alleanza Verdi e Sinistra                               |  | 12/400  | 12/400  |
| Noi Moderati                                            | Noi Moderati                                            |  | 7/400   | 7/400   |
| Südtiroler Volkspartei                                  | Südtiroler Volkspartei                                  |  | 3/400   | 3/400   |
| +Europa                                                 | +Europa                                                 |  | 2/400   | 2/400   |
| Impegno Civico - Centro Democratico                     | Impegno Civico - Centro Democratico                     |  | 1/400   | 1/400   |
| Sud Chiama Nord                                         | Sud Chiama Nord                                         |  | 1/400   | 1/400   |
| Union Valdôtaine                                        | Union Valdôtaine                                        |  | 1/400   | 1/400   |
| Movimento Associativo Italiani all'Estero               | Movimento Associativo Italiani all'Estero               |  | 1/400   | 1/400   |
|                                                         |                                                         |  |         |         |

|                                                         |                                                         |  |        |        |
| ------------------------------------------------------- | ------------------------------------------------------- |  | ------ | ------ |
| Fratelli d'Italia                                       | Fratelli d'Italia                                       |  | 65/206 | 65/206 |
| Partito Democratico - Italia Democratica e Progressista | Partito Democratico - Italia Democratica e Progressista |  | 40/206 | 40/206 |
| Lega per Salvini Premier                                | Lega per Salvini Premier                                |  | 30/206 | 30/206 |
| Movimento 5 Stelle                                      | Movimento 5 Stelle                                      |  | 28/206 | 28/206 |
| Forza Italia                                            | Forza Italia                                            |  | 18/206 | 18/206 |
| Azione - Italia Viva                                    | Azione - Italia Viva                                    |  | 9/206  | 9/206  |
| Alleanza Verdi e Sinistra                               | Alleanza Verdi e Sinistra                               |  | 4/206  | 4/206  |
| Noi Moderati                                            | Noi Moderati                                            |  | 2/206  | 2/206  |
| Südtiroler Volkspartei                                  | Südtiroler Volkspartei                                  |  | 2/206  | 2/206  |
| Sud Chiama Nord                                         | Sud Chiama Nord                                         |  | 1/206  | 1/206  |
| Movimento Associativo Italiani all'Estero               | Movimento Associativo Italiani all'Estero               |  | 1/206  | 1/206  |
| Senatori a vita                                         | Senatori a vita                                         |  | 6/206  | 6/206  |
|                                                         |                                                         |  |        |        |

## Governi
- Governo Draghi

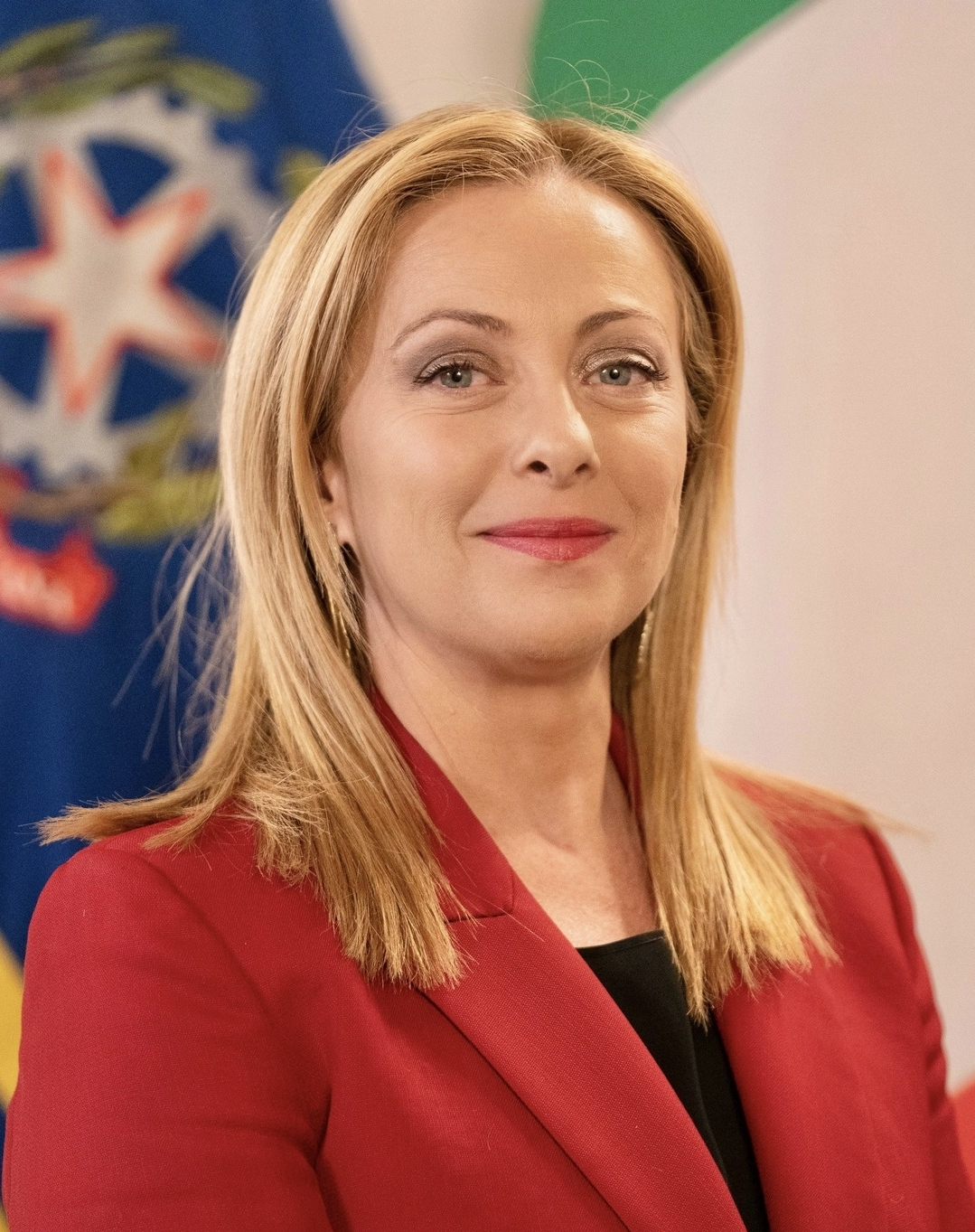
Giorgia Meloni, Presidente del Consiglio dal 22 ottobre 2022

  - Dal 13 ottobre 2022 al 22 ottobre 2022
(entrato in carica il 13 febbraio 2021 nella precedente legislatura, dimissionario dal 21 luglio 2022, in carica per il solo disbrigo degli affari correnti)
  - Composizione del Governo: M5S, LSP, PD, IpF, Az, IV, Art.1, FI, +Eu, NcI, CD e Indipendenti
  - Presidente del Consiglio dei Ministri: Mario Draghi (Indipendente)
- Governo Meloni
  - Dal 22 ottobre 2022
  - Composizione del Governo: FdI, Lega, FI, IaC, RI e Indipendenti.
  - Presidente del Consiglio dei Ministri: Giorgia Meloni (deputata, FdI)

## Camera dei deputati

### Ufficio di Presidenza

#### Presidente
- Lorenzo Fontana (Lega)

#### Vicepresidenti
- Anna Ascani (PD-IDP)
- Sergio Costa (M5S)
- Giorgio Mulè (FI-PPE)
- Fabio Rampelli (FdI)

#### Questori
- Alessandro Manuel Benvenuto (Lega)
- Filippo Scerra (M5S)
- Paolo Trancassini (FdI)

#### Segretari
- Fabrizio Cecchetti (Lega)
- Carolina Varchi (FdI)[N 1]
- Giovanni Donzelli (FdI)
- Riccardo Zucconi (FdI)
- Annarita Patriarca (FI-PPE)
- Gilda Sportiello (M5S)
- Roberto Traversi (M5S)
- Stefano Vaccari (PD-IDP)[N 2]
- Roberto Giachetti (IV-C-RE)
- Filiberto Zaratti (AVS)[N 3]
- Alessandro Colucci (NM(N-C-U-I)M-CP)
- Benedetto Della Vedova (Misto-+Europa)

### Capigruppo parlamentari
| Gruppo parlamentare | Gruppo parlamentare                                                                           | Presidente | Seggi     |
| ------------------- | --------------------------------------------------------------------------------------------- | --- | --------- |
|                     | Fratelli d'Italia (partito politico)                                                          | Francesco Lollobrigida [Fino al 22/10/2022] Tommaso Foti [Dal 9/11/2022 al 2/12/2024] Galeazzo Bignami [Dal 3/12/2024] | 116 / 400 |
|                     | Partito Democratico - Italia Democratica e Progressista                                       | Debora Serracchiani [Fino al 28/03/2023] Chiara Braga [Dal 28/03/2023]                                                 | 70 / 400  |
|                     | Lega - Salvini Premier                                                                        | Riccardo Molinari | 65 / 400  |
|                     | Forza Italia - Berlusconi Presidente - Partito Popolare Europeo                               | Alessandro Cattaneo [Fino al 28/03/2023] Paolo Barelli [Dal 28/03/2023]                                                | 51 / 400  |
|                     | MoVimento 5 Stelle                                                                            | Francesco Silvestri | 49 / 400  |
|                     | Gruppo Misto                                                                                  | Manfred Schullian | 13 / 400  |
|                     | Azione - Popolari europeisti riformatori - Renew Europe                                       | Matteo Richetti | 10 / 400  |
|                     | Alleanza Verdi e Sinistra                                                                     | Luana Zanella | 10 / 400  |
|                     | Noi Moderati (Noi con l'Italia, Coraggio Italia, UDC e Italia al Centro)-MAIE-Centro Popolare | Maurizio Lupi | 10 / 400  |
|                     | Italia Viva - Il Centro - Renew Europe                                                        | Davide Faraone | 6 / 400   |

### Commissioni parlamentari

#### Commissioni permanenti
| Commissione                                                        | Presidente | Presidente                     |
| ------------------------------------------------------------------ | ---------- | ------------------------------ |
| 1ª Affari costituzionali, della Presidenza del Consiglio e Interni |            | Nazario Pagano (FI-PPE)        |
| 2ª Giustizia                                                       |            | Ciro Maschio (FdI)             |
| 3ª Affari esteri e comunitari                                      |            | Giulio Tremonti (FdI)          |
| 4ª Difesa                                                          |            | Antonio Minardo (FI)           |
| 5ª Bilancio, tesoro e programmazione                               |            | Giuseppe Mangialavori (FI-PPE) |
| 6ª Finanze                                                         |            | Marco Osnato (FdI)             |
| 7ª Cultura, scienza e istruzione                                   |            | Federico Mollicone (FdI)       |
| 8ª Ambiente, territorio e lavori pubblici                          |            | Mauro Rotelli (FdI)            |
| 9ª Trasporti, poste e telecomunicazioni                            |            | Salvatore Deidda (FdI)         |
| 10ª Attività produttive, commercio e turismo                       |            | Alberto Gusmeroli (Lega)       |
| 11ª Lavoro pubblico e privato                                      |            | Walter Rizzetto (FdI)          |
| 12ª Affari sociali                                                 |            | Ugo Cappellacci (FI-PPE)       |
| 13ª Agricoltura                                                    |            | Mirco Carloni (Lega)           |
| 14ª Politiche dell'Unione europea                                  |            | Alessandro Giglio Vigna (Lega) |

#### Commissioni bicamerali la cui presidenza è attribuita alla Camera
| Commissione | Presidente | Presidente                                   |
| --- | ---------- | -------------------------------------------- |
| Comitato parlamentare per la sicurezza della Repubblica                                                                                     |            | Lorenzo Guerini (PD-IDP)                     |
| Comitato parlamentare per i procedimenti di accusa                                                                                          |            | Enrico Costa (FI-PPE) [fino al 23/9/2024]    |
| Commissione parlamentare di inchiesta sul fenomeno delle mafie e sulle altre associazioni criminali, anche straniere                        |            | Chiara Colosimo (FdI)                        |
| Commissione parlamentare per l'attuazione del federalismo fiscale                                                                           |            | Alberto Stefani (Lega)                       |
| Commissione parlamentare per l'infanzia e l'adolescenza                                                                                     |            | Michela Vittoria Brambilla (NM(N-C-U-I)M-CP) |
| Commissione parlamentare per il contrasto degli svantaggli legati all'insularità                                                            |            | Tommaso Antonino Calderone (FI-PPE)          |
| Commissione parlamentare di controllo sull'attività degli enti gestori di forme obbligatorie di previdenza e assistenza sociale             |            | Alberto Bagnai (Lega)                        |
| Commissione parlamentare di vigilanza sull'anagrafe tributaria                                                                              |            | Maurizio Casasco (FI-PPE)                    |
| Commissione parlamentare per l'attuazione del federalismo fiscale                                                                           |            | Alberto Stefani (Lega)                       |
| Commissione parlamentare di inchiesta sul femminicidio, nonché su ogni forma di violenza di genere                                          |            | Martina Semenzato (NM(N-C-U-I)M-CP)          |
| Commissione parlamentare di inchiesta sulle attività illecite connesse al ciclo dei rifiuti e su altri illeciti ambientali e agroalimentari |            | Jacopo Morrone (Lega)                        |

#### Altri organi e giunte della Camera
| Commissione | Presidente                           | Presidente                                    |
| --- | ------------------------------------ | --------------------------------------------- |
| Giunta per il regolamento |                                      | Lorenzo Fontana (Lega)                        |
| Giunta per le elezioni |                                      | Federico Fornaro (PD-IDP)                     |
| Giunta per le autorizzazioni |                                      | Enrico Costa (FI-PPE) [fino al 23/09/2024]    |
| Comitato per la legislazione |                                      | Gianfranco Rotondi (FdI) [fino al 09/07/2024] |
| Comitato per la legislazione | Catia Polidori (FI) [dal 09/07/2024] |                                               |
| Comitato per la comunicazione e l'informazione esterna |                                      | Giorgio Mulè (FI-PPE)                         |
| Comitato consultivo sulla condotta dei deputati |                                      | Riccardo Zucconi (FdI)                        |
| Commissione parlamentare di inchiesta sulle condizioni di sicurezza e sullo stato di degrado delle città e delle loro periferie                                                      |                                      | Alessandro Battilocchio (FI-PPE)              |
| Commissione parlamentare di inchiesta sulle condizioni di lavoro in Italia, sullo sfruttamento e sulla tutela della salute e della sicurezza nei luoghi di lavoro pubblici e privati |                                      | Chiara Gribaudo (PD-IDP)                      |

#### Commissioni sciolte della Camera
| Commissione                                                | Presidente | Presidente             | Data di scioglimento |
| ---------------------------------------------------------- | ---------- | ---------------------- | -------------------- |
| Commissione speciale per l'esame dei decreti legge         |            | Roberto Pella (FI-PPE) | 19 novembre 2022     |
| Giurì d'onore sul caso Serracchiani, Lai, Orlando/Donzelli |            | Sergio Costa (M5S)     | 15 marzo 2023        |
| Giurì d'onore sul caso Conte-Meloni                        |            | Giorgio Mulè (FI-PPE)  | 8 febbraio 2024      |

### Riepilogo della composizione
| Gruppo parlamentare alla Camera dei deputati | Gruppo parlamentare alla Camera dei deputati                                                                    | Gruppo parlamentare alla Camera dei deputati                                                                    | Gruppo parlamentare alla Camera dei deputati                                                                    | Inizio legislatura | 2022 | 2023 | 2024 | 2025 | 2026 | Fine legislatura |
| -------------------------------------------- | --- | --- | --- | ------------------ | ---- | ---- | ---- | ---- | ---- | ---------------- |
|                                              | Fratelli d'Italia (FdI)                                                                                         | Fratelli d'Italia (FdI)                                                                                         | Fratelli d'Italia (FdI)                                                                                         | 118                | 118  | 118  | 117  | 116  |      |                  |
|                                              | Partito Democratico - Italia Democratica e Progressista (PD-IDP)                                                | Partito Democratico - Italia Democratica e Progressista (PD-IDP)                                                | Partito Democratico - Italia Democratica e Progressista (PD-IDP)                                                | 69                 | 69   | 69   | 70   | 70   |      |                  |
|                                              | Lega - Salvini Premier (Lega)                                                                                   | Lega - Salvini Premier (Lega)                                                                                   | Lega - Salvini Premier (Lega)                                                                                   | 66                 | 66   | 66   | 65   | 65   |      |                  |
|                                              | Forza Italia - Berlusconi Presidente - PPE (FI-PPE)                                                             | Forza Italia - Berlusconi Presidente - PPE (FI-PPE)                                                             | Forza Italia - Berlusconi Presidente - PPE (FI-PPE)                                                             | 44                 | 44   | 44   | 48   | 51   |      |                  |
|                                              | MoVimento 5 Stelle (M5S)                                                                                        | MoVimento 5 Stelle (M5S)                                                                                        | MoVimento 5 Stelle (M5S)                                                                                        | 52                 | 52   | 52   | 50   | 49   |      |                  |
|                                              | Azione - Popolari europeisti riformatori - Renew Europe (AZ-PER-RE)                                             | Azione - Popolari europeisti riformatori - Renew Europe (AZ-PER-RE)                                             | Azione - Popolari europeisti riformatori - Renew Europe (AZ-PER-RE)                                             | 21                 | 21   | 12   | 10   | 10   |      |                  |
|                                              | Alleanza Verdi e Sinistra (AVS)                                                                                 | Alleanza Verdi e Sinistra (AVS)                                                                                 | Alleanza Verdi e Sinistra (AVS)                                                                                 | –                  | 12   | 11   | 10   | 10   |      |                  |
|                                              | Noi Moderati (Noi con l'Italia, Coraggio Italia, UDC e Italia al Centro)-MAIE-Centro Popolare (NM(N-C-U-I)M-CP) | Noi Moderati (Noi con l'Italia, Coraggio Italia, UDC e Italia al Centro)-MAIE-Centro Popolare (NM(N-C-U-I)M-CP) | Noi Moderati (Noi con l'Italia, Coraggio Italia, UDC e Italia al Centro)-MAIE-Centro Popolare (NM(N-C-U-I)M-CP) | –                  | 9    | 10   | 10   | 10   |      |                  |
|                                              | Italia Viva - Il Centro - Renew Europe (IV-C-RE)                                                                | Italia Viva - Il Centro - Renew Europe (IV-C-RE)                                                                | Italia Viva - Il Centro - Renew Europe (IV-C-RE)                                                                | –                  | –    | 9    | 7    | 6    |      |                  |
|                                              | Gruppo misto | | Minoranze linguistiche (Min.ling.)                                                                              | –                  | 4    | 4    | 4    | 4    |      |                  |
|                                              | Gruppo misto | +Europa (+Europa)                                                                                               | – | 3                  | 3    | 3    | 3    |      |      |                  |
|                                              | Gruppo misto | Non iscritti (NI)                                                                                               | 30 | 2                  | 2    | 6    | 6    |      |      |                  |
| Totale gruppo misto                          | Totale gruppo misto                                                                                             | Totale gruppo misto                                                                                             | Totale gruppo misto                                                                                             | 30                 | 9    | 9    | 13   | 13   |      |                  |
| Seggi vacanti                                | Seggi vacanti                                                                                                   | Seggi vacanti                                                                                                   | Seggi vacanti                                                                                                   | –                  | –    | –    | –    | –    |      |                  |
| Totale                                       | Totale | Totale | Totale | 400                | 400  | 400  | 400  | 400  |      |                  |
| Fonte: Camera dei Deputati                   | | | |                    |      |      |      |      |      |                  |

Composizione al 27 dicembre 2022
Composizione al 21 giugno 2024

## Senato della Repubblica

### Consiglio di Presidenza

#### Presidente
- Ignazio La Russa (FdI)

#### Vicepresidenti
- Gian Marco Centinaio (LSP-PSd'Az)
- Anna Rossomando (PD-IDP)
- Maria Domenica Castellone (M5S)
- Licia Ronzulli (FI-BP-PPE)[N 4] [dal 23.11.2023]

#### Questori
- Gaetano Nastri (FdI)
- Antonio De Poli (Cd'I-UDC-NM (NcI, CI, IaC)-MAIE-CP)
- Marco Meloni (PD-IDP)

#### Segretari
- Antonio Iannone (FdI)
- Marco Silvestroni (FdI)
- Gianpietro Maffoni (FdI)
- Erika Stefani (LSP-PSd'Az)
- Andrea Paganella (LSP-PSd'Az)
- Daniela Ternullo (FI-BP-PPE) [dal 16.02.2023]
- Pietro Lorefice (M5S)
- Marco Croatti (M5S)
- Valeria Valente (PD-IDP)
- Meinhard Durnwalder (Aut. (SVP-Patt, Cb)) [dal 16.02.2023]
- Giusy Versace (Az-IV-RE)[N 5] [dal 16.02.2023 al 09.11.2023]
- Marco Lombardo (Misto-Az-RE) [dal 28.11.2024]

### Capigruppo parlamentari
| Gruppo parlamentare | Gruppo parlamentare                                                                                         | Presidente                                                                 | Seggi    |
| ------------------- | --- | -------------------------------------------------------------------------- | -------- |
|                     | Fratelli d'Italia (partito politico)                                                                        | Luca Ciriani [Fino al 22/10/2022] Lucio Malan [Dal 9/11/2022]              | 63 / 205 |
|                     | Partito Democratico - Italia Democratica e Progressista                                                     | Simona Malpezzi [Fino al 28/03/2023] Francesco Boccia [Dal 28/03/2023]     | 36 / 205 |
|                     | Lega Salvini Premier - Partito Sardo d'Azione                                                               | Massimiliano Romeo                                                         | 29 / 205 |
|                     | MoVimento 5 Stelle                                                                                          | Barbara Floridia [Fino al 18/04/2023] Stefano Patuanelli [Dal 18/04/2023]  | 26 / 205 |
|                     | Forza Italia - Berlusconi Presidente - PPE                                                                  | Licia Ronzulli [Fino al 21/11/2023] Maurizio Gasparri [Dal 21/11/2023]     | 20 / 205 |
|                     | Gruppo Misto                                                                                                | Giuseppe De Cristofaro                                                     | 8 / 205  |
|                     | Civici d'Italia-UDC-Noi Moderati (Noi con l'Italia, Coraggio Italia, Italia al Centro)-MAIE-Centro Popolare | Antonio De Poli [Fino al 29/03/2023] Michaela Biancofiore [Dal 29/03/2023] | 8 / 205  |
|                     | Italia Viva - Il Centro - Renew Europe                                                                      | Raffaella Paita [Fino al 27/07/2023] Enrico Borghi [Dal 27/07/2023]        | 8 / 205  |
|                     | Per le Autonomie (SVP-Patt, Campobase)                                                                      | Julia Unterberger                                                          | 7 / 205  |

### Commissioni parlamentari

#### Commissioni permanenti
Attualmente operano le seguenti commissioni permanenti:
| Commissione | Presidente | Presidente                       |
| --- | ---------- | -------------------------------- |
| 1ª Affari costituzionali, affari della Presidenza del Consiglio e dell'Interno, ordinamento generale dello Stato e della Pubblica Amministrazione, editoria, digitalizzazione |            | Alberto Balboni (FdI)            |
| 2ª Giustizia |            | Giulia Bongiorno (LSP-PSd'Az)    |
| 3ª Affari esteri e Difesa |            | Stefania Craxi (FI-BP-PPE)       |
| 4ª Politiche dell'Unione europea |            | Giulio Terzi di Sant'Agata (FdI) |
| 5ª Programmazione economica, bilancio |            | Nicola Calandrini (FdI)          |
| 6ª Finanze e tesoro |            | Massimo Garavaglia (LSP-PSd'Az)  |
| 7ª Cultura e patrimonio culturale, istruzione pubblica, ricerca scientifica, spettacolo e sport                                                                               |            | Roberto Marti (LSP-PSd'Az)       |
| 8ª Ambiente, transizione ecologica, energia, lavori pubblici, comunicazioni, innovazione tecnologica                                                                          |            | Claudio Fazzone (FI-BP-PPE)      |
| 9ª Industria, commercio, turismo, agricoltura e produzione agroalimentare |            | Luca De Carlo (FdI)              |
| 10ª Affari sociali, sanità, lavoro pubblico e privato, previdenza sociale |            | Francesco Zaffini (FdI)          |

#### Commissioni bicamerali la cui presidenza è attribuita al Senato
| Commissione | Presidente | Presidente                      |
| --- | ---------- | ------------------------------- |
| Commissione parlamentare per l'indirizzo generale e la vigilanza dei servizi radiotelevisivi                                                                                    |            | Barbara Floridia (M5S)          |
| Commissione parlamentare per le questioni regionali |            | Francesco Silvestro (FI-BP-PPE) |
| Commissione parlamentare di controllo sull'attuazione dell'accordo di Schengen, di vigilanza sull'attività dell'Europol, di controllo e di vigilanza in materia di immigrazione |            | Graziano Delrio (PD-IDP)        |

#### Altri organi e giunte del Senato
| Commissione | Presidente | Presidente                        |
| --- | ---------- | --------------------------------- |
| Giunta per il regolamento |            | Ignazio La Russa (FdI)            |
| Giunta delle elezioni e delle immunità parlamentari                                                                                     |            | Dario Franceschini (PD-IDP)       |
| Commissione per la biblioteca e per l'archivio storico                                                                                  |            | Marcello Pera (FdI)               |
| Comitato per la legislazione |            | Domenico Matera (FdI)             |
| Commissione parlamentare di inchiesta sulle condizioni di lavoro in Italia, sullo sfruttamento e sulla sicurezza nei luoghi di lavoro   |            | Tino Magni (Misto-AVS)            |
| Commissione straordinaria per la tutela e la promozione dei diritti umani                                                               |            | Stefania Pucciarelli (LSP-PSd'Az) |
| Commissione straordinaria per il contrasto dei fenomeni di intolleranza, razzismo, antisemitismo e istigazione all'odio e alla violenza |            | Liliana Segre (Misto)             |

#### Commissioni sciolte del Senato
| Commissione                                                                | Presidente | Presidente              | Data di scioglimento |
| -------------------------------------------------------------------------- | ---------- | ----------------------- | -------------------- |
| Giunta provvisoria per la verifica dei poteri                              |            | Alberto Balboni (FdI)   | 13 ottobre 2022      |
| Commissione speciale per l'esame degli atti urgenti presentati dal Governo |            | Nicola Calandrini (FdI) | 9 novembre 2022      |

### Riepilogo della composizione
| Gruppo parlamentare al Senato della Repubblica | Gruppo parlamentare al Senato della Repubblica                                                                                                   | Gruppo parlamentare al Senato della Repubblica                                                                                                   | Gruppo parlamentare al Senato della Repubblica                                                                                                   | Inizio legislatura | 2022 | 2023 | 2024 | 2025 | 2026 | Fine legislatura |
| ---------------------------------------------- | --- | --- | --- | ------------------ | ---- | ---- | ---- | ---- | ---- | ---------------- |
|                                                | Fratelli d'Italia (FdI) | Fratelli d'Italia (FdI) | Fratelli d'Italia (FdI) | 63                 | 63   | 63   | 63   | 63   |      |                  |
|                                                | Partito Democratico - Italia Democratica e Progressista (PD-IDP)                                                                                 | Partito Democratico - Italia Democratica e Progressista (PD-IDP)                                                                                 | Partito Democratico - Italia Democratica e Progressista (PD-IDP)                                                                                 | 38                 | 38   | 37   | 37   | 36   |      |                  |
|                                                | Lega Salvini Premier - Partito Sardo d'Azione (LSP-PSd'Az)                                                                                       | Lega Salvini Premier - Partito Sardo d'Azione (LSP-PSd'Az)                                                                                       | Lega Salvini Premier - Partito Sardo d'Azione (LSP-PSd'Az)                                                                                       | 29                 | 29   | 29   | 29   | 29   |      |                  |
|                                                | MoVimento 5 Stelle (M5S) | MoVimento 5 Stelle (M5S) | MoVimento 5 Stelle (M5S) | 28                 | 28   | 28   | 25   | 26   |      |                  |
|                                                | Forza Italia - Berlusconi Presidente - PPE (FI-BP-PPE)                                                                                           | Forza Italia - Berlusconi Presidente - PPE (FI-BP-PPE)                                                                                           | Forza Italia - Berlusconi Presidente - PPE (FI-BP-PPE)                                                                                           | 18                 | 18   | 18   | 20   | 20   |      |                  |
|                                                | Civici d'Italia-UDC-Noi Moderati (Noi con l'Italia, Coraggio Italia, Italia al Centro)-MAIE-Centro Popolare (Cd'I-UDC-NM (NcI, CI, IaC)-MAIE-CP) | Civici d'Italia-UDC-Noi Moderati (Noi con l'Italia, Coraggio Italia, Italia al Centro)-MAIE-Centro Popolare (Cd'I-UDC-NM (NcI, CI, IaC)-MAIE-CP) | Civici d'Italia-UDC-Noi Moderati (Noi con l'Italia, Coraggio Italia, Italia al Centro)-MAIE-Centro Popolare (Cd'I-UDC-NM (NcI, CI, IaC)-MAIE-CP) | 6                  | 6    | 6    | 8    | 8    |      |                  |
|                                                | Italia Viva - Il Centro - Renew Europe (IV-C-RE)                                                                                                 | Italia Viva - Il Centro - Renew Europe (IV-C-RE)                                                                                                 | Italia Viva - Il Centro - Renew Europe (IV-C-RE)                                                                                                 | 9                  | 9    | 7    | 7    | 8    |      |                  |
|                                                | Per le Autonomie (SVP-PATT, Campobase) (Aut (SVP-PATT, Cb))                                                                                      | Per le Autonomie (SVP-PATT, Campobase) (Aut (SVP-PATT, Cb))                                                                                      | Per le Autonomie (SVP-PATT, Campobase) (Aut (SVP-PATT, Cb))                                                                                      | 7                  | 8    | 6    | 6    | 7    |      |                  |
|                                                | Gruppo misto | | Alleanza Verdi e Sinistra (AVS) | –                  | 4    | 4    | 4    | 3    |      |                  |
|                                                | Gruppo misto | Azione - Renew Europe (Az-RE) | – | –                  | 4    | 2    | 2    |      |      |                  |
|                                                | Gruppo misto | Non iscritti (NI) | 7 | 3                  | 3    | 3    | 3    |      |      |                  |
| Totale gruppo misto                            | Totale gruppo misto | Totale gruppo misto | Totale gruppo misto | 7                  | 7    | 11   | 9    | 8    |      |                  |
| Senatori non iscritti ad alcun gruppo          | Senatori non iscritti ad alcun gruppo | Senatori non iscritti ad alcun gruppo | Senatori non iscritti ad alcun gruppo | 1                  | –    | –    | –    | –    |      |                  |
| Seggi vacanti                                  | Seggi vacanti | Seggi vacanti | Seggi vacanti | –                  | –    | –    | 1    | –    |      |                  |
| Totale                                         | Totale | Totale | Totale | 206                | 206  | 205  | 204  | 205  |      |                  |
| Fonte: Senato della Repubblica                 | | | |                    |      |      |      |      |      |                  |

Composizione al 21 giugno 2024

## Cronologia

### 2022

#### Settembre
- 25: si svolgono le elezioni indette in tutto il territorio nazionale per la XIX legislatura.

#### Ottobre

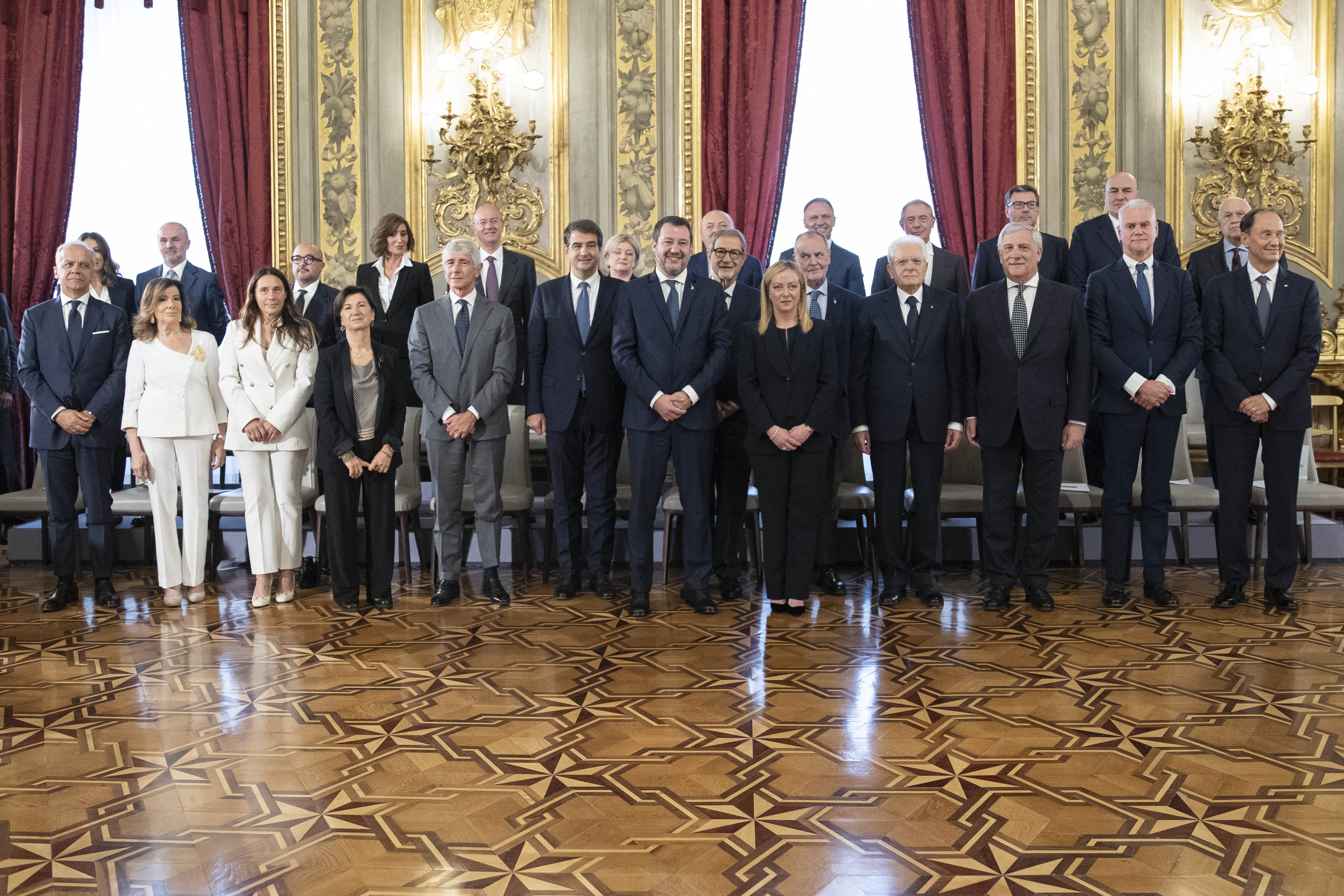
Giuramento del governo Meloni il 22 ottobre 2022

- 5: in ottemperanza a quanto stabilito dal D.P.R. di indizione dei comizi elettorali, la Camera dei deputati viene convocata per giovedì 13 ottobre 2022 alle ore 10:00 per la prima seduta della XIX legislatura.[2][3] Il Senato invece viene convocato per le ore 10:30.[4]
- 8: l'Ufficio elettorale centrale nazionale, presso la Corte suprema di cassazione, conclude i lavori di analisi degli esiti elettorali e proclama eletti i deputati e senatori della XIX legislatura.[5]
- 10: a Palazzo Madama e a Montecitorio incominciano le registrazioni dei parlamentari eletti per la XIX legislatura.[6][7]
- 13: con le prime sedute di Camera e Senato ha inizio la XIX legislatura. La prima seduta della Camera è presieduta dal presidente provvisorio Ettore Rosato, mentre quella del Senato da Liliana Segre. Il Senato elegge, al primo scrutinio, il senatore Ignazio La Russa presidente dell’Assemblea.[8] Tutti i senatori forzisti, con l'eccezione di Silvio Berlusconi e della presidente uscente Maria Elisabetta Alberti Casellati, escono dall'aula al momento del voto, ma l'esito è garantito da franchi tiratori provenienti dall'opposizione.[9]
- 14: la Camera dei deputati si riunisce per procedere con le votazioni in merito all’elezione del proprio presidente, visto che nei tre scrutini svoltisi nella giornata precedente non è stato raggiunto il quorum. La maggioranza di centro-destra dichiara di votare per Lorenzo Fontana, il Partito Democratico per Maria Cecilia Guerra, il Movimento 5 Stelle per Federico Cafiero De Raho e Azione - Italia Viva per Matteo Richetti.[10] Al quarto scrutinio viene eletto presidente della Camera il deputato leghista Lorenzo Fontana.[11]
- 18: i gruppi parlamentari di Camera e Senato eleggono i propri presidenti. Inoltre al Senato, in seguito ad un accordo tra Fratelli d'Italia, MAIE e Noi moderati, nasce il gruppo "Civici d'Italia - Noi Moderati (UdC - Coraggio Italia - Noi con l'Italia - Italia al Centro) - MAIE".[12]
- 19: la Camera e il Senato eleggono rispettivamente i propri vicepresidenti, questori e segretari. I parlamentari di Azione-Italia Viva non partecipano al voto.[13]
- 20: il Presidente della Repubblica Sergio Mattarella dà il via al primo giro di consultazioni per la formazione del nuovo governo.[14]
- 21: il Presidente della Repubblica Sergio Mattarella conclude le consultazioni con i gruppi parlamentari. Nel pomeriggio, convoca al Quirinale l'on. Giorgia Meloni (FdI), conferendole l'incarico di formare il governo. L'on. Meloni accetta senza riserva, presentando contestualmente la lista dei ministri.
- 22: il Governo Meloni presta giuramento a Palazzo del Quirinale, entrando ufficialmente in carica. Giorgia Meloni è così la prima Presidente del Consiglio donna nella storia dell'Italia Unita.[15]
- 23 - Con la tradizionale cerimonia della campanella a Palazzo Chigi, si svolge il formale passaggio di consegne con l'uscente governo Draghi. 
  - Alle 12:30 si svolge il primo Consiglio dei Ministri, che nomina Alfredo Mantovano segretario del consiglio medesimo.[16]
- 25 - La Camera dei Deputati esprime la fiducia al Governo Meloni con 235 voti favorevoli, 154 contrari e 5 astenuti.[17]
- 26 - Il Senato esprime la fiducia al Governo Meloni con 115 voti favorevoli, 79 contrari e 5 astenuti.[18]
  - Viene concessa una deroga e nascono i gruppi parlamentari di Alleanza Verdi e Sinistra e Noi Moderati-MAIE alla Camera dei Deputati.[19]
  - Alla Camera dei Deputati si svolgono le elezioni suppletive per i segretari rappresentanti dei gruppi Misto e Azione - Italia Viva - Renew Europe. Il neo-eletto segretario Filiberto Zaratti passa dal Gruppo Misto al neo-formatosi gruppo AVS.[19]
  - L'Ufficio di Presidenza della Camera dei Deputati indice ulteriori elezioni suppletive per due segretari rappresentanti i gruppi Misto (rimasto nuovamente senza rappresentanza) e il neo-formatosi Noi Moderati - MAIE, che vengono fissate per il 9 novembre.[19]

#### Novembre
- 9 - Vengono eletti i Presidenti e i Vicepresidenti delle 14 Commissioni permanenti alla Camera.
- 10 - Vengono eletti i Presidenti e i Vicepresidenti delle 10 Commissioni permanenti al Senato. La Camera approva il decreto Aiuti Ter.
- 15 - Il Senato elegge il Presidente e il Vicepresidente della giunta delle immunità parlamentari e delle elezioni.
- 16 - Il ministro dell'interno Matteo Piantedosi svolge, in entrambe le camere, una informativa sui flussi migratori. La Camera elegge inoltre i Presidenti e i Vicepresidenti delle giunte parlamentari.
- 24 - Il Senato approva all'unanimità (139 favorevoli, nessun contrario o astenuto) l'istituzione di una commissione d'inchiesta parlamentare sul femminicidio e sulla violenza contro donne.[20]
- 30 - Il testo della manovra economica per l'anno 2023 viene depositato alla Camera, dopo aver ricevuto la bollinatura della Ragioneria generale dello Stato e la firma del Presidente della Repubblica.[21]

#### Dicembre
- 1 - Il ministro della Protezione Civile e politiche del mare Nello Musumeci svolge, in entrambe le camere, un'informativa urgente sugli eventi alluvionali e franosi verificatisi sull'isola d'Ischia.[22]
- 6 - Lorenzo Guerini viene eletto presidente del Comitato parlamentare per la sicurezza della Repubblica (COPASIR).[23]
- 13 - In vista del Consiglio europeo del 15-16 dicembre la Presidente del Consiglio tiene comunicazioni davanti a entrambe le camere.[24]
  - Con 92 sì, 75 no e 1 astenuto il Senato approva la conversione in legge il decreto-legge del 31 ottobre recante misure urgenti in tema di giustizia, salute e ordine pubblico (relativamente a quest’ultimo aspetto, ovvero le norme sui rave party, la nuova fattispecie di reato viene maggiormente specificata e circoscritta rispetto alla formulazione originaria approvata dal CdM, dopo che molte critiche avevano denunciato che la vaghezza del testo poteva tradursi in una applicazione eccessivamente discrezionale del medesimo. Rimangono invece invariate sia le pene edittali da 3 a 6 anni di reclusione sia le confische previste dal decreto legge).[25][26]
- 23: Con 221 voti favorevoli, 152 contrari e 4 astenuti la Camera approva la fiducia posta dal Governo sull'articolo 1 del Bilancio di previsione dello Stato per l'anno finanziario 2023.[27]
- 24: Con 197 voti favorevoli, 129 contrari e 2 astenuti la Camera approva il Bilancio di previsione dello Stato per l'anno finanziario 2023.[28]
- 29: Con 109 voti favorevoli, 76 contrari e 1 astenuto il Senato approva l'articolo 1 del Bilancio di previsione dello Stato per l'anno finanziario 2023, su cui il Governo ha posto la questione di fiducia. Lo stesso giorno, con 107 voti favorevoli, 69 contrari e 1 astenuto il Senato approva nella sua interezza il Bilancio di previsione dello Stato per l'anno finanziario 2023.[29]
- 30: La Camera approva il decreto rave con 188 favorevoli, 166 contrari e 3 astenuti.[30]

### 2023

#### Gennaio
- 10: Il governo pone la questione di fiducia sul decreto Aiuti Quater alla Camera.
- 11: La Camera dei Deputati rinnova la fiducia al governo, posta sul decreto aiuti quater, con 205 favorevoli, 141 contrari e 3 astenuti.
- 17: Il Parlamento riunito in seduta comune delle due Camere elegge 9 membri laici del Consiglio superiore della magistratura.[31] Al Senato, Domenico Matera è eletto presidente del Comitato per la legislazione.
- 19: Il Senato approva all'unanimità la costituzione della commissione contro l'intolleranza e il razzismo. Nel pomeriggio, il Parlamento riunito in seduta comune delle due Camere elegge il decimo membro laico del Consiglio superiore della magistratura.
- 24: La Camera dei Deputati approva, con 257 favorevoli, nessun contrario e 3 astenuti, un ordine del giorno che impegna il Governo "ad astenersi dall'intraprendere iniziative di carattere anche normativo volte ad eliminare o limitare il sistema di tutele garantito dalla legge n. 194 del 1978", ed assicurare dunque che il diritto all'aborto sia garantito.[32]

#### Febbraio
- 2: Sono presentate due mozioni di censura, una da parte del Movimento 5 Stelle e una da parte del Partito Democratico, nei confronti del sottosegretario alla giustizia Andrea Delmastro Delle Vedove, accusato di aver fatto reperire informazioni riservate al deputato di Fratelli d'Italia Giovanni Donzelli.[33][34]
- 14: Il governo pone la questione di fiducia alla Camera sul decreto Ong,che viene approvata con 202 favorevoli, 136 contrari e 4 astenuti.
- 15: Il Senato approva il cosiddetto decreto Milleproroghe con 88 favorevoli, 63 contrari e 3 astenuti, il testo è stato trasmesso alla Camera.
- 16: Il governo pone la questione di fiducia alla Camera sul decreto carburanti. Il voto è stato calendarizzato il 20 gennaio.
  - Al Senato vengono eletti, su richiesta dei gruppi Autonomie e Azione-Italia Viva, un segretario per i due gruppi. Conseguenzialmente, viene eletta Daniela Ternullo in rappresentanza dei gruppi di maggioranza.
- 18: Il sottosegretario all'università Augusta Montaruli rassegna le dimissioni in seguito ad una condanna per peculato.[35][36]
- 20: La Camera approva la questione di fiducia posta sul decreto Carburanti con 174 favorevoli, 107 contrari e 3 astenuti.[37]
- 21: La Camera approva il decreto Carburanti con 155 favorevoli, 103 contrari e 3 astenuti, il testo viene trasmesso al Senato.[38] In serata, il governo pone la questione di fiducia sul decreto.[39]
  - Il Senato approva la proposta di legge per l'istituzione del reato di omicidio nautico con 140 voti favorevoli e tre astenuti, il testo è stato trasmesso alla Camera.[40]
- 22: Il Senato approva con 78 voti favorevoli, 57 contrari e 7 astenuti il decreto che introduce misure urgenti per gli impianti di interesse strategico nazionale.[41], il provvedimento viene trasmesso al Senato
  - La Camera approva la questione di fiducia posta sul decreto Milleproroghe con 198 favorevoli, 128 contrari e 3 astenuti.[42]
- 23: Il Senato approva con 84 voti favorevoli e 61 contrari il decreto ONG, che viene convertito in legge.
  - La Camera approva con 142 favorevoli, 4 astenuti e 90 contrari il decreto Milleproroghe, che viene convertito in legge.
- 28: Il governo pone la questione di fiducia alla Camera sul decreto Ilva.

#### Marzo
- 1: La Camera approva la questione di fiducia sul decreto Ilva con 194 favorevoli, 4 astenuti e 138 contrari.[43]
  - Il Senato approva, per alzata di mano, l'istituzione della Commissione parlamentare antimafia, già approvata alla Camera.[44] In serata, il Senato approva all'unanimità un ddl che abbassa il quorum richiesto per la validità delle elezioni comunali con un solo candidato dal 50% al 40%.[45]
- 2: La Camera approva il decreto Ilva con 144 favorevoli, 16 astenuti e 103 contrari.[46] Successivamente, la Camera approva all'unanimità la mozione, firmata da tutti i gruppi parlamentari, concernente iniziative in materia di malattie.[47]
- 3: Muore a 59 anni il senatore Bruno Astorre, eletto nel collegio plurinominale Lazio-02 nelle liste del PD.[48]
- 7: Il ministro dell'interno Matteo Piantedosi tiene, sia alla Camera che al Senato, una informativa urgente del Governo sulla tragica vicenda del naufragio di una imbarcazione carica di migranti al largo delle coste di Steccato di Cutro.[49]
  - La Camera approva il decreto Ricostruzione con 144 sì, nessun voto contrario e 99 astensioni.[50]
- 8: La Camera approva la mozione contro la cosiddetta direttiva europea per le case green[51] e molteplici mozioni, sia della maggioranza che dell'opposizione, a sostegno del sistema sanitario nazionale.[52]
  - Il Senato approva, per alzata di mano, il decreto Carburanti, già approvato dalla Camera: il decreto viene convertito in legge[53]. In serata il Senato approva, con 92 favorevoli, nessun contrario e 48 astenuti il disegno di legge Anziani[54].
- 9: Il Senato approva, all'unanimità e per alzata di mano, il ddl per la dichiarazione di monumento nazionale del Teatro Regio di Parma.[55]
- 13: I gruppi parlamentari nominano i membri della Vigilanza RAI[56]
- 14: La Camera approva con 156 favorevoli e 107 astenuti il disegno di legge in materia di procedibilità d’ufficio e di arresto in flagranza, il testo passa al Senato.[57]
  - La Camera approva all'unanimità la adesione dell'Italia alla Convenzione di Vienna del 1972 sul controllo e la marchiatura degli oggetti in metalli preziosi[58]. Il disegno di legge viene trasferito al Senato.
- 15: La Camera approva la mozione unitaria del centrodestra e di Azione - Italia Viva sulla giustizia penale[59]. Sul medesimo tema, la Camera approva parzialmente le mozioni di Alleanza Verdi-Sinistra e Partito Democratico.
  - Si instaura il comitato consultivo sulla condotta dei deputati. Il deputato di Fratelli d'Italia Riccardo Zucconi viene eletto presidente.
- 21: In vista del Consiglio europeo del 23-24 marzo la Presidente del Consiglio tiene comunicazioni al Senato.[60]
  - La Camera approva la mozione concernenti iniziative di competenza in relazione alla vicenda nota come "Qatargate".[61]  Inoltre nel pomeriggio approva senza modifiche il ddl Anziani, già approvato al Senato.[62]
  - Filippo Sensi viene proclamato Senatore della Repubblica, in seguito al decesso di Bruno Astorre.[63]
- 22: In vista del Consiglio europeo del 23-24 marzo la Presidente del Consiglio tiene comunicazioni davanti alla Camera.[64]
  - Il Senato ratifica l'Accordo sulla protezione degli investimenti tra UE e Vietnam del 2019 e tra UE e Singapore del 2018. Inoltre il Senato ratifica il Protocollo aggiuntivo alla Convenzione contro il doping del 2002 e l'Atto di Ginevra dell'Accordo dell'Aja concernente la registrazione internazionale dei disegni e modelli industriali del 1999. In tarda mattinata il Senato approva la risoluzione sul rispetto dei diritti delle donne in Iran e sulla repressione delle manifestazioni di protesta.
  - Il Senato approva l'istituzione di una Commissione parlamentare di inchiesta sulle condizioni di lavoro.[65]
- 23: La Camera approva all'unanimità l'istituzione di una Commissione parlamentare di inchiesta sulla scomparsa di Emanuela Orlandi e di Mirella Gregori.[66] e l'istituzione di una Commissione parlamentare di inchiesta sulle condizioni di sicurezza e sullo stato di degrado delle città e delle loro periferie.[67] Entrambi i testi vengono trasmessi al Senato.
- 24: Il Presidente di Forza Italia Silvio Berlusconi preannuncia la nomina di Paolo Barelli come capogruppo alla Camera.[68]
- 28: La Camera approva con 272 voti a favore, nessun contrario ed un astenuto il Decreto Ucraina[69]; il testo viene trasmesso al Senato.

#### Aprile
- 12: La Camera approva all'unanimità l'istituzione di una commissione d'inchiesta sulla gestione della pandemia da COVID-19. Non partecipano al voto i deputati del Partito Democratico, del Movimento 5 Stelle e di Alleanza Verdi e Sinistra.
- 13: Il Senato approva con 83 voti favorevoli, 57 contrari e 6 astenuti la conversione in legge del Decreto PNRR, contenente disposizioni per l'attuazione del Piano nazionale di ripresa e resilienza.[70]
- 19: La Camera approva con 196 voti favorevoli, 147 contrari e 5 astenuti la fiducia posta dal Governo sulla conversione in legge del Decreto PNRR.[71]
- 20: Il Senato approva con 92 voti favorevoli, 64 contrari e nessun astenuto la conversione in legge del Decreto Cutro, che aumenta le pene per i trafficanti di esseri umani e inasprisce le norme sull'immigrazione, rendendo più difficoltoso l'ottenimento dei permessi di soggiorno.[72]
  - La Camera approva con 171 voti favorevoli, 112 contrari e 14 astenuti la conversione in legge del Decreto PNRR.[73] In serata, al Senato vengono approvate due mozioni sulla festa della liberazione: una presentata dalle opposizioni, che raccoglie 133 voti favorevoli, nessun voto contrario e 1 astensione, e una presentata dalla maggioranza, che raccoglie 78 voti favorevoli, 29 voti contrari e 26 astensioni.[74]
- 27: La Camera respinge con 195 voti favorevoli, 19 contrari e 105 astenuti il Documento di economia e finanza presentato dal Governo. Per l'approvazione del documento è infatti necessaria la maggioranza assoluta dei membri della Camera, pari a 201, che viene a mancare per via dell'assenza di oltre quaranta deputati di centrodestra.[75]
- 28: Muore a seguito di una malattia il senatore Andrea Augello, appartenente a Fratelli d'Italia.
  - Il Documento di economia e finanza è approvato alla Camera con 221 voti favorevoli, 115 contrari e nessun astenuto e al Senato con 112 voti favorevoli, 57 contrari e nessun astenuto.[76]

#### Maggio
- 4: La Camera approva in via definitiva la conversione in legge del Decreto Cutro con 179 voti favorevoli, 111 contrari e 3 astenuti.[77]
- 17: Il Senato approva all'unanimità e per alzata di mano una mozione che condanna i Paesi in cui l'omosessualità è reato.[78]
- 24: Il Senato approva in via definitiva la conversione in legge del Decreto Ponte con 103 voti favorevoli, 49 contrari e 3 astenuti.[79]
- 31: Il Senato approva le dimissioni di Carlo Cottarelli con 113 voti favorevoli, 31 contrari e 3 astenuti.[80]

#### Giugno
- 12: Muore Silvio Berlusconi, senatore, leader di Forza Italia e quattro volte Presidente del Consiglio.
- 14: Si svolgono nel Duomo di Milano i funerali di stato di Silvio Berlusconi. In occasione del lutto nazionale, sono sospesi i lavori del Parlamento.
- 22: Il Senato approva con 96 voti favorevoli, 55 contrari e 10 astenuti la conversione in legge del Decreto Lavoro, che prevede l'istituzione dell'Assegno di inclusione e del Supporto alla formazione e al lavoro quali sostituti del Reddito di cittadinanza.
- 30: La Camera approva in via definitiva la conversione in legge del Decreto Lavoro con 154 voti favorevoli, 82 contrari e 12 astenuti.

#### Luglio
- 19: Il Senato approva con 93 voti favorevoli, 28 contrari e 33 astenuti un disegno di legge che vieta alle aziende italiane di mettere in commercio carne coltivata.[81]
- 26: 
  - Il Senato respinge con 67 voti favorevoli, 111 contrari e nessun astenuto una mozione di sfiducia contro la Ministra del Turismo Daniela Santanché.[82]
  - La Camera approva con 166 voti favorevoli, 109 contrari e 4 astenuti un disegno di legge che rende punibile la maternità surrogata anche qualora il fatto sia commesso all'estero.[83]

#### Agosto
- 1: Comunicazioni alla Camera dei Deputati e al Senato della Repubblica del ministro per gli affari europei, Sud e politiche di coesione e PNRR Raffaele Fitto in ordine alla revisione complessiva degli investimenti e delle riforme inclusi nel Piano Nazionale di Ripresa e Resilienza. In entrambi i rami del Parlamento viene approvata la risoluzione di maggioranza.
- 2: Il Senato approva il disegno di legge delega al governo per la riforma fiscale con 110 favorevoli, 60 contrari e nessun astenuto.
- 4: La Camera dei Deputati approva in via definitiva il disegno di legge delega al governo per la riforma fiscale con 184 favorevoli, 85 contrari e nessun astenuto.

#### Settembre
- 22: Muore a 98 anni il senatore a vita ed ex Presidente della Repubblica Giorgio Napolitano.

#### Ottobre
- 22: Si svolgono le elezioni suppletive nel collegio uninominale di Monza rimasto vacante per la morte di Silvio Berlusconi nel quale viene eletto Adriano Galliani per la coalizione di centrodestra.

#### Novembre
- 23: Licia Ronzulli viene eletta vicepresidente del Senato in sostituzione di Maurizio Gasparri, dimessosi il giorno prima.

#### Dicembre
- 16: La Camera approva, con 159 voti favorevoli, 53 contrari e 34 astenuti, il disegno di legge per vietare la produzione e la vendita della carne coltivata.[84]

### 2024

#### Gennaio
- 23: Il Senato approva il disegno di legge sull'Autonomia differenziata (S.615), con 177 votanti, 110 favorevoli, 64 contrari e 3 astenuti.[85][86]

#### Aprile
- 3: La Camera respinge una mozione di sfiducia nei confronti del Vicepresidente del consiglio e Ministro dei trasporti Matteo Salvini, con 129 voti favorevoli, 211 contrari e 3 astenuti.[87]
- 4: La Camera respinge una mozione di sfiducia nei confronti della Ministra del turismo Daniela Santanchè, con 121 voti favorevoli, 213 contrari e 3 astenuti.[88]

#### Giugno
- 12: Durante la discussione del disegno di legge sull'Autonomia differenziata (C.1665) alla Camera, il deputato Leonardo Donno (M5S), che aveva provato a consegnare una bandiera dell’Italia al Ministro per gli affari regionali Roberto Calderoli, viene aggredito da un gruppo di parlamentari.[89][90]
- 13: L'Ufficio di Presidenza della Camera delibera la sanzione della censura con interdizione di partecipare ai lavori parlamentari per un periodo di: 15 giorni a Igor Iezzi (Lega); 7 giorni a Enzo Amich (FdI), Gerolamo Cangiano (FdI), Domenico Furgiuele (Lega), Federico Mollicone (FdI) e Nico Stumpo (PD); 4 giorni a Donno (M5S); 3 giorni a Vincenzo Amendola (PD) e Stefano Candiani (Lega); 2 giorni ad Arturo Scotto (PD) e Claudio Stefanazzi (PD).[91]
- 18: Il Senato approva in prima lettura il disegno di legge costituzionale sul cosiddetto "premierato" riguardante l'elezione diretta del Presidente del Consiglio dei ministri e l'abolizione della nomina dei senatori a vita da parte del Presidente della Repubblica (S.935), con 187 votanti, 109 favorevoli, 77 contrari e 1 astenuto.[92][93]
- 19: La Camera approva il disegno di legge sull'Autonomia differenziata (C.1665) con 172 voti favorevoli, 99 voti contrari e 1 astenuto.[94][95]

### 2025

#### Marzo
- 26: La Camera respinge una mozione di sfiducia nei confronti del Ministro della Giustizia Carlo Nordio con 119 voti favorevoli e 215 contrari; il contenuto della mozione faceva riferimento al ruolo che il Ministro aveva svolto nel cosiddetto "caso Almasri".[96]

## Statistiche e primati
L'età media è di 49 anni per i deputati e di 56 per i senatori. Il parlamentare più anziano era il senatore a vita e Presidente emerito della Repubblica Giorgio Napolitano, di anni 97 a inizio legislatura (dopo il suo decesso, avvenuto il 22 settembre 2023, il parlamentare più anziano in carica è Liliana Segre, nata il 10 settembre 1930), mentre quello più anziano eletto era l'ex premier Silvio Berlusconi, eletto senatore a 86 anni nelle liste di Forza Italia (dopo il suo decesso, avvenuto il 12 giugno 2023, il parlamentare eletto più anziano in carica è il deputato Umberto Bossi, nato a settembre 1941).
La parlamentare più giovane in questa legislatura è la deputata Rachele Scarpa (Partito Democratico), di 25 anni e 8 mesi al momento dell'elezione. La senatrice più giovane è Francesca Tubetti (Fratelli d'Italia), di 40 anni e un mese al momento dell'elezione.
Il deputato più anziano è Umberto Bossi (Lega), di 80 anni e 11 mesi al momento dell'elezione. Il senatore eletto più anziano in carica è Marcello Pera (Fratelli d'Italia), nato nel gennaio 1943.
In seguito alla riduzione dei parlamentari, questa legislatura comporterà un risparmio netto, sul fronte dei costi di funzionamento, pari a 57 milioni l’anno e 285 milioni per l’intera legislatura (cifra pari allo 0,007% della spesa pubblica).
Due parlamentari eletti su tre sono uomini.

### Esplicative
1. ↑  In sostituzione di Chiara Colosimo dal 20.06.2023
2. ↑  In sostituzione di Chiara Braga dal 20.06.2023
3. ↑  In rappresentanza del gruppo Misto prima e poi del gruppo AVS
4. ↑  In sostituzione di Maurizio Gasparri (FI-BP-PPE) in carica fino al 22.11.2023
5. ↑  Viene eletta Segretaria in rappresentanza del gruppo Azione - Italia Viva - Renew Europe e rimossa dall'incarico quando abbandona il gruppo.

### Modifiche nella composizione dei gruppi parlamentari della Camera dei deputati
1. ↑  Il 12 agosto 2024 il deputato Andrea de Bertoldi abbandona il gruppo FdI per aderire al gruppo misto-NI.
Il 2 dicembre 2024 il senatore Raffaele Fitto del gruppo FdI cessa dal mandato parlamentare; lo stesso giorno è sostituito da Antonio Maria Gabellone.
2. 1 2  Il 14 maggio 2025 il deputato Emanuele Pozzolo viene espulso dal gruppo FdI, e viene quindi iscritto d'ufficio al gruppo Misto-NI.
Il 31 luglio 2025 il deputato Manlio Messina abbandona il gruppo FdI per aderire al gruppo misto-NI.
3. 1 2  Il 5 giugno 2025 la deputata Naike Gruppioni abbandona il gruppo IV-C-RE e aderisce al gruppo FdI.
4. 1 2  Il 23 aprile 2024 la deputata Eleonora Evi abbandona il gruppo AVS per aderire al gruppo PD-IDP.
Il 9 luglio 2024 i deputati Alessandro Zan e Nicola Zingaretti cessano dal mandato parlamentare; lo stesso giorno sono sostituiti rispettivamente da Nadia Romeo e Patrizia Prestipino. Il 20 dicembre 2024 il deputato Enrico Letta cessa dal mandato parlamentare; lo stesso giorno è sostituito da Rosanna Filippin.
5. ↑  Il 7 gennaio 2025 il deputato Andrea Orlando cessa dal mandato parlamentare; lo stesso giorno è sostituito da Alberto Pandolfo.
6. ↑  Il 19 aprile 2024 il deputato Antonino Minardo abbandona il gruppo Lega per aderire al gruppo misto-NI.
7. ↑  Il 6 febbraio 2025 il deputato Andrea De Bertoldi abbandona il gruppo misto-NI per aderire al gruppo Lega.
8. ↑  Il 21 marzo 2025 il deputato Davide Bellomo abbandona il gruppo Lega per aderire al gruppo FI-PPE.
9. ↑  Quattro deputati aderiscono al gruppo FI-PPE nel 2024. Abbandonando il gruppo AZ-PER-RE: Giuseppe Castiglione il 14 maggio, Enrico Costa il 16 settembre; abbandonando il gruppo M5S: Giorgio Lovecchio il 4 settembre; abbandonando il gruppo IV-C-RE: Isabella De Monte il 30 settembre.
Il 9 luglio 2024 il deputato Flavio Tosi cessa dal mandato parlamentare; lo stesso giorno è sostituito da Maria Paola Boscaini.
10. 1 2  In data 12.03.2025 cessano dal mandato parlamentare Anna Laura Orrico ed Elisa Scutellà, già aderenti al gruppo M5S; lo stesso giorno sono sostituite rispettivamente da Andrea Gentile, che aderisce al gruppo FI-PPE, e Anna Laura Orrico, che aderisce al gruppo M5S.
11. ↑  Due deputati aderiscono al gruppo FI-PPE nel 2025. Abbandonando il gruppo Lega: Davide Bellomo il 21 marzo; abbandonando il gruppo misto-NI: Antonino Minardo il 18 luglio.
12. ↑  Due deputati abbandonano il gruppo M5S nel 2024. Aderendo al gruppo AZ-PER-RE: Federica Onori il 1º febbraio; aderendo al gruppo FI-PPE: Giorgio Lovecchio il 4 settembre.
Il 9 aprile 2024 la deputata Alessandra Todde cessa dal mandato parlamentare; il 10 aprile è sostituita da Antonio Ferrara.
13. ↑  In data 22.07.2025 il deputato Emiliano Fenu cessa dal mandato parlamentare; lo stesso giorno è sostituito da Mario Perantoni.
14. 1 2  Il 20 novembre 2023 i deputati Francesco Bonifazi, Maria Elena Boschi, Mauro Del Barba, Isabella De Monte, Davide Faraone, Maria Chiara Gadda, Roberto Giachetti, Naike Gruppioni e Luigi Marattin abbandonano il gruppo A-IV-RE per costituire il gruppo IV-C-RE.
15. ↑  Il 1º febbraio 2024 la deputata Federica Onori abbandona il gruppo M5S per aderire al gruppo AZ-PER-RE.
Tre deputati abbandonano il gruppo AZ-PER-RE durante il 2024. Per aderire al gruppo FI-PPE: Giuseppe Castiglione il 14 maggio, Enrico Costa il 16 settembre; per aderire al gruppo misto-NI: Mara Carfagna il 24 settembre.
16. ↑  Il 19 ottobre 2022 dodici deputati (Angelo Bonelli, Francesco Emilio Borrelli, Devis Dori, Eleonora Evi, Nicola Fratoianni, Francesca Ghirra, Marco Grimaldi, Francesco Mari, Elisabetta Piccolotti, Aboubakar Soumahoro, Luana Zanella e Filiberto Zaratti) abbandonano il gruppo misto-NI e aderiscono al gruppo misto-AVS. Il 27 ottobre gli stessi deputati abbandonano il gruppo misto-AVS, aderendo al gruppo AVS.
17. 1 2  Il 9 gennaio 2023 il deputato Aboubakar Soumahoro abbandona il gruppo AVS durante e aderisce al gruppo misto-NI.
18. ↑  Il 19 ottobre 2022 nove deputati (Pino Bicchielli, Ilaria Cavo, Lorenzo Cesa, Alessandro Colucci, Maurizio Lupi, Calogero Pisano, Francesco Saverio Romano, Martina Semenzato e Franco Tirelli) abbandonano il gruppo misto-NI e aderiscono al gruppo misto-NM(N-C-U-I)-M. Il 27 ottobre gli stessi deputati abbandonano il gruppo misto-NM(N-C-U-I)-M aderendo al gruppo NM(N-C-U-I)-M.
19. 1 2  Il 2 marzo 2023 la deputata Michela Vittoria Brambilla abbandona il gruppo misto-NI e aderisce al gruppo NM(N-C-U-I)-M.
20. ↑  Il 18 aprile 2024 il deputato Lorenzo Cesa abbandona il gruppo NM(N-C-U-I)-M per aderire al gruppo misto-NI.
21. 1 2  Il 30 ottobre 2024 la deputata Mara Carfagna abbandona il gruppo misto-NI per aderire al gruppo NM(N-C-U-I)M-CP.
22. ↑  Due deputati abbandonano il gruppo IV-C-RE durante il 2024. Per aderire al gruppo misto-NI: Luigi Marattin il 9 settembre. Per aderire al gruppo FI-PPE: Isabella De Monte il 30 settembre.
23. ↑  Durante il 2022 quattro deputati abbandonano il gruppo misto-NI e aderiscono al gruppo misto-Min.ling. (Renate Gebhard, Franco Manes e Manfred Schullian il 19 ottobre; Dieter Steger il 26 ottobre).
24. ↑  Il 19 ottobre 2022 tre deputati (Benedetto della Vedova, Riccardo Magi e Luca Pastorino) abbandonano il gruppo misto-NI e aderiscono al gruppo misto-+Europa.
25. ↑  Ventotto deputati abbandonano il gruppo misto-NI durante il 2022. Aderiscono al gruppo misto-Min.ling.: Renate Gebhard, Franco Manes e Manfred Schullian il 19 ottobre; Dieter Steger il 26 ottobre. Aderiscono al gruppo misto-AVS: Angelo Bonelli, Francesco Emilio Borrelli, Devis Dori, Eleonora Evi, Nicola Fratoianni, Francesca Ghirra, Marco Grimaldi, Francesco Mari, Elisabetta Piccolotti, Aboubakar Soumahoro, Luana Zanella e Filiberto Zaratti il 19 ottobre. Aderiscono al gruppo misto-NM(N-CU-I)-M: Pino Bicchielli, Ilaria Cavo, Lorenzo Cesa, Alessandro Colucci, Maurizio Lupi, Calogero Pisano, Francesco Saverio Romano, Martina Semenzato e Franco Tirelli il 19 ottobre. Aderiscono al gruppo misto-+Europa: Benedetto della Vedova, Riccardo Magi e Luca Pastorino il 19 ottobre.
26. ↑  Cinque deputati aderiscono al gruppo misto-NI durante il 2024. Abbandonando il gruppo NM(N-C-U-I)-M: Lorenzo Cesa il 18 aprile; abbandonando il gruppo Lega: Antonino Minardo il 19 aprile; abbandonando il gruppo FdI: Andrea de Bertoldi il 12 agosto; abbandonando il gruppo IV-C-RE: Luigi Marattin il 9 settembre; abbandonando il gruppo AZ-PER-RE: Mara Carfagna il 24 settembre.
27. ↑  Due deputati abbandonano il gruppo misto-NI nel 2025. Aderendo al gruppo Lega: Andrea De Bertoldi il 6 febbraio; aderendo al gruppo FI-PPE: Antonino Minardo il 18 luglio.

### Modifiche nella nomenclatura dei gruppi parlamentari della Camera dei deputati
1. ↑  Il gruppo Azione - Italia Viva - Renew Europe (A-IV-RE) si costituisce il 18 ottobre 2022 con 21 deputati. Il gruppo assume la denominazione Azione - Popolari europeisti riformatori - Renew Europe (AZ-PER-RE) il 20 novembre 2023.
2. ↑  La componente Alleanza Verdi e Sinistra (AVS) del gruppo misto si forma il 19 ottobre 2022 con dodici deputati aderenti provenienti dal gruppo misto-NI. Il gruppo Alleanza Verdi e Sinistra (AVS) si crea il 27 ottobre 2022 con dodici deputati aderenti provenienti dal gruppo misto-AVS che quindi cessa di esistere.
3. ↑  La componente Noi Moderati (Noi con l'Italia, Coraggio Italia, UDC, Italia al Centro) - MAIE (NM(N-C-U-I)-M) del gruppo misto si forma il 19 ottobre 2022 con nove deputati aderenti provenienti dal gruppo misto-NI.
Il gruppo Noi Moderati (NM) si crea il 27 ottobre 2022 con nove deputati aderenti provenienti dal gruppo misto-NM(N-C-U-I)-M che quindi cessa di esistere. Il gruppo cambia nome in Noi Moderati (Noi con l'Italia, Coraggio Italia, UDC, Italia al Centro) - MAIE (NM(N-C-U-I)-M) il 27 ottobre 2022. Il 30 ottobre 2024 il gruppo assume la denominazione di Noi Moderati (Noi con l'Italia, Coraggio Italia, UDC e Italia al Centro)-MAIE-Centro Popolare (NM(N-C-U-I)M-CP).
4. ↑  Il gruppo Italia Viva - Il Centro - Renew Europe (IV-C-RE) si crea il 20 novembre 2023 con nove deputati aderenti provenienti dal gruppo A-IV-RE.

### Modifiche nella composizione della Camera dei deputati
1. ↑  Il 9 aprile 2024 la deputata Alessandra Todde del gruppo M5S cessa dal mandato parlamentare; il giorno successivo le subentra Antonio Ferrara.
Il 9 luglio 2024 i deputati Alessandro Zan e Nicola Zingaretti del gruppo PD-IDP e Flavio Tosi del gruppo FI-PPE cessano dal mandato parlamentare; lo stesso giorno gli subentrano, rispettivamente, Nadia Romeo e Patrizia Prestipino e Maria Paola Boscaini.
Il 2 dicembre 2024 il deputato Raffaele Fitto del gruppo FdI cessa dal mandato parlamentare; lo stesso giorno è sostituito da Antonio Maria Gabellone.
Il 20 dicembre 2024 il deputato Enrico Letta cessa dal mandato parlamentare; lo stesso giorno è sostituito da Rosanna Filippin.
2. ↑  Il 7 gennaio 2025 il deputato Andrea Orlando cessa dal mandato parlamentare; lo stesso giorno è sostituito da Alberto Pandolfo.
Il 12 aprile 2025 il seggio di Anna Laura Orrico, appartenente al gruppo M5S, nel collegio uninominale Calabria - 02 viene riassegnato a Andrea Gentile, che aderisce al gruppo FI-PPE; Anna Laura Orrico è di nuovo proclamata eletta nel collegio plurinominale Calabria - 01 in sostituzione di Elisa Scutellà, già appartenente al gruppo M5S, che cessa dal mandato parlamentare.
In data 22.07.2025 il deputato Emiliano Fenu cessa dal mandato parlamentare; lo stesso giorno è sostituito da Mario Perantoni.

### Modifiche nella composizione dei gruppi parlamentari del Senato della Repubblica
1. ↑  Il 28 aprile 2023 decede il senatore Andrea Augello; il 9 maggio 2023 è sostituito da Cinzia Pellegrino.
2. ↑  Il 3 marzo 2023 decede il senatore Bruno Astorre; il 21 marzo è sostituito da Filippo Sensi.
Il 26 aprile 2023 il senatore Enrico Borghi abbandona il gruppo PD-IDP per aderire al gruppo Az-IV-RE.
Il 31 maggio 2023 il senatore del gruppo PD-IDP Carlo Cottarelli cessa dal mandato parlamentare; è sostituito lo stesso giorno da Cristina Tajani.
3. 1 2  Il 7 marzo 2025 la senatrice Annamaria Furlan abbandona il gruppo PD-IDP per aderire al gruppo IV-C-RE.
4. 1 2  L'8 febbraio 2024 il senatore Raffaele De Rosa abbandona il gruppo M5S; il 21 febbraio 2024 aderisce al gruppo FI-BP-PPE. Il 6 agosto 2024 il senatore Antonio Salvatore Trevisi abbandona il gruppo M5S per aderire, il giorno seguente, al gruppo FI-BP-PPE.
5. ↑  Il 31 dicembre 2024 decede il senatore Francesco Castiello.
6. ↑  L'8 gennaio 2025 Felicia Gaudiano subentra a Francesco Castiello.
7. ↑  Il 18 gennaio 2023 il senatore del gruppo FI-BP-PPE Gianfranco Miccichè cessa dal mandato parlamentare; lo stesso giorno è sostituito da Daniela Ternullo.
Il 12 giugno 2023 decede il senatore del gruppo FI-BP-PPE Silvio Berlusconi; il 23 ottobre 2023, alle elezioni suppletive nel collegio di Monza, viene eletto Adriano Galliani.
8. ↑  Il 30 ottobre 2024 la senatrice Mariastella Gelmini abbandona il gruppo misto-NI per aderire al gruppo Cd'I-UDC-NM(NcI, CI, IaC)-MAIE-CP. Il 27 novembre 2024 la senatrice Giusy Versace abbandona il gruppo misto-NI per aderire al gruppo Cd'I-UDC-NM(NcI, CI, IaC)-MAIE-CP.
9. ↑  Due senatori aderiscono al gruppo Az-IV-RE durante il 2023: il 26 aprile 2023 il senatore Enrico Borghi abbandonando il gruppo PD-IDP; il 4 ottobre 2023 la senatrice Dafne Musolino abbandonando il gruppo Aut. (SVP-Patt, Cb, SCN).
L'8 novembre 2023 Carlo Calenda, Mariastella Gelmini, Marco Lombardo e Giusy Versace abbandonano il gruppo per aderire al gruppo Misto-Az.
10. 1 2  Il 9 novembre 2022 il senatore a vita Carlo Rubbia aderisce al gruppo Aut (SVP-PATT, Cb, SCN).
11. ↑  Il 5 ottobre 2023 la senatrice Dafne Musolino abbandona il gruppo Aut. (SVP-PATT, Cb, SCN) per aderire al gruppo Az-IV-RE.
Il 22 settembre 2023 decede il senatore a vita Giorgio Napolitano.
12. 1 2  Il 19 febbraio 2025 la senatrice Aurora Floridia aderisce al gruppo Aut (SVP-PATT, Cb), abbandonando il gruppo misto-AVS.
13. 1 2  Il 24 ottobre 2022 quattro senatori (Peppe De Cristofaro, Ilaria Cucchi, Aurora Floridia e Tino Magni) abbandonando il gruppo misto-NI e aderiscono al gruppo misto-AVS.
14. ↑  L'8 novembre 2023 i senatori Carlo Calenda, Mariastella Gelmini, Marco Lombardo e Giusy Versace aderiscono alla componente abbandonando il gruppo Az-IV-RE.
15. ↑  Il 17 settembre 2024 le senatrici Mariastella Gelmini e Giusy Versace abbandonano la componente Az-RE, per aderire alla componente NI.
16. ↑  Due senatori aderiscono al gruppo misto-NI durante il 2024. Abbandonando il gruppo misto-Az-RE: Mariastella Gelmini e Giusy Versace il 17 settembre 2024.
Due senatori abbandonano il gruppo misto-NI durante il 2024. Per aderire al gruppo Cd'I-UDC-NM (NcI, CI, IaC)-MAIE-CP: Mariastella Gelmini il 30 ottobre, Giusy Versace il 27 novembre.
17. ↑  5 dei 6 senatori a vita aderiscono a gruppi ad inizio legislatura: 2 al gruppo Aut. (SVP-Patt, Cb, SCN) (Elena Cattaneo e Giorgio Napolitano) e 3 al gruppo misto (Mario Monti, Renzo Piano e Liliana Segre), pertanto l'unico non iscritto ad alcun gruppo è Carlo Rubbia.
18. ↑  L'8 febbraio 2024 il senatore Raffaele De Rosa abbandona il gruppo M5S; il 21 febbraio 2024 aderisce al gruppo FI-BP-PPE.

### Modifiche nella nomenclatura dei gruppi parlamentari del Senato della Repubblica
1. ↑  Il gruppo Forza Italia - Berlusconi Presidente (FIBP) si costituisce il 18 ottobre 2022 con diciotto senatori. Il gruppo assume la denominazione Forza Italia - Berlusconi Presidente - PPE (FI-BP-PPE) il 19 ottobre 2022.
2. ↑  Il gruppo Civici d'Italia - Noi moderati (UDC - Coraggio Italia - Noi con l'Italia - Italia al Centro) - MAIE (Cd'I-NM (UDC-CI-NcI-IaC)-MAIE) si forma il 18 ottobre 2022 con 6 senatori. Il 30 ottobre 2024 assume la denominazione di Civici d'Italia-UDC-Noi moderati (Noi con l'Italia, Coraggio Italia, Italia al Centro)-MAIE-Centro Popolare (Cd'I-UDC-NM (NcI, CI, IaC)-MAIE-CP)
3. ↑  Il gruppo Azione - Italia Viva - Renew Europe (Az-IV-RE) si costituisce il 18 ottobre 2022 con nove senatori. Il gruppo assume la denominazione Italia Viva - Il Centro - Renew Europe (IV-C-RE) il 9 novembre 2023.
4. ↑  Il gruppo Per le Autonomie (SVP-PATT, Campobase, Sud chiama Nord) (Aut. (SVP-PATT, Cb, SCN)) si forma il 18 ottobre 2022 con 7 senatori. Il 7 novembre 2023 assume la denominazione Per le Autonomie (SVP-PATT, Campobase) (Aut. (SVP-PATT, Cb)).
5. ↑  La componente Azione (Az) si forma il 9 novembre 2023 con quattro senatori provenienti dal gruppo Az-IV-RE. Il 13 novembre viene rinominata Azione-Renew Europe (Az-RE).

### Modifiche nella composizione del Senato della Repubblica
1. ↑  Il 18 gennaio 2023 il senatore del gruppo FI-BP-PPE Gianfranco Miccichè cessa dal mandato parlamentare; lo stesso giorno è sostituito da Daniela Ternullo. Il 3 marzo 2023 decede il senatore del gruppo PD-IDP Bruno Astorre; il 21 marzo è sostituito da Filippo Sensi. Il 28 aprile 2023 decede il senatore del gruppo FdI Andrea Augello; il 9 maggio è sostituito da Cinzia Pellegrino. Il 31 maggio 2023 il senatore del gruppo PD-IDP Carlo Cottarelli cessa dal mandato parlamentare; lo stesso giorno è sostituito da Cristina Tajani. Il 12 giugno 2023 decede il senatore del gruppo FI-BP-PPE Silvio Berlusconi; il 23 ottobre 2023, alle elezioni suppletive nel collegio di Monza, viene eletto Adriano Galliani.
2. ↑  Il 31 dicembre 2024 decede il senatore del gruppo M5S Francesco Castiello.
3. ↑  L'8 gennaio 2025 Felicia Gaudiano subentra a Francesco Castiello.

### Bibliografiche
1. ↑   Il Presidente Mattarella ha firmato il decreto di scioglimento delle Camere, su quirinale.it, 21 luglio 2022.
2. ↑   La Camera è convocata in 1ª seduta pubblica per giovedì 13 ottobre 2022 alle ore 10, su comunicazione.camera.it, 5 ottobre 2022. URL consultato il 5 ottobre 2022.
3. ↑   Giovedì 13 alle 10 la prima seduta della Camera, su ansa.it, 5 ottobre 2022. URL consultato il 5 ottobre 2022.
4. ↑   Parlamento, preparativi per la prima seduta: le novità in Senato e alla Camera, su tg24.sky.it, 6 ottobre 2022. URL consultato l'8 ottobre 2022.
5. ↑   Elezioni, finito lavoro Cassazione: 4 esclusi rientrano a sorpresa. Ecco chi, su Affaritaliani.it. URL consultato il 10 ottobre 2022.
6. ↑   Camera dei Deputati, su comunicazione.camera.it.
7. ↑   Senato della Repubblica, su senato.it.
8. ↑   ITALIA Ignazio La Russa nuovo presidente del Senato, ecco chi e', su ansa.it.
9. ↑   Senato, Ignazio La Russa è il nuovo presidente. Ma è eletto con i voti dell'opposizione, su iltempo.it, 13 ottobre 2022. URL consultato il 13 ottobre 2022.
10. ↑   Rainews Si vota per il presidente della Camera, la Lega punta su Fontana, su rainews.it.
11. ↑   Fontana eletto presidente della Camera: 'La grandezza dell'Italia è la sua diversità', su ansa.it.
12. ↑   Senato:De Poli presidente Civici d'Italia-Noi Moderati-Maie, su ansa.it, 18 ottobre 2022. URL consultato il 18 ottobre 2022.
13. ↑   Senato: il terzo polo non partecipa al voto sulle vicepresidenze, intervista a Daniela Sbrollini, su radioradicale.it, 19 ottobre 2022. URL consultato il 19 ottobre 2022.
14. ↑   Calendario delle consultazioni, su quirinale.it, 20 ottobre 2022. URL consultato il 19 ottobre 2022.
15. ↑   quotidiano.net,  https://www.quotidiano.net/politica/video/il-giuramento-di-giorgia-meloni-prima-donna-premier-in-italia-1.8207060. URL consultato il 22 ottobre 2022.
16. ↑   Oggi la cerimonia della campanella, poi consiglio dei ministri, su ansa.it, ANSA, 23 ottobre 2022. URL consultato il 23 ottobre 2022.
17. ↑   Votata fiducia al governo | comunicazione.camera.it, su comunicazione.camera.it. URL consultato il 25 ottobre 2022.
18. ↑   Il Senato vota la fiducia al governo Meloni: 115 sì, 79 no e 5 astenuti, su ansa.it, 26 ottobre 2022. URL consultato il 26 ottobre 2022.
19. 1 2 3   Camera dei Deputati, RESOCONTO STENOGRAFICO - SEDUTA DI MERCOLEDÌ 26 OTTOBRE 2022 (PDF).
20. ↑   Femminicidi, il Senato approva all'unanimità l'istituzione di una bicamerale di inchiesta, su la Repubblica, 24 novembre 2022. URL consultato il 24 novembre 2022.
21. ↑   Manovra, tempi stretti per il Parlamento: in Aula alla Camera il 20 dicembre, su tg24.sky.it, 24 novembre 2022. URL consultato il 30 novembre 2022.
22. ↑   Casamicciola, Musumeci: 'Per ora 45 edifici inagibili, 56 a rischio', su ansa.it, 1º dicembre 2022. URL consultato il 1º dicembre 2022.
23. ↑   Lorenzo Guerini è il nuovo presidente del Copasir, su ilpost.it, 6 dicembre 2022. URL consultato il 13 dicembre 2022.
24. ↑   Meloni alla Camera: 'Più Italia in Europa, non viceversa', su ANSA.it. URL consultato il 13 dicembre 2022.
25. ↑   Dl Rave, ok Senato: 92 voti a favore, 75 contrari, su Adnkronos, 13 dicembre 2022. URL consultato il 13 dicembre 2022.
26. ↑   Decreto rave, governo modifica il testo: cosa cambia, su Adnkronos. URL consultato il 13 dicembre 2022.
27. ↑   Manovra governo Meloni, Ok della Camera sulla fiducia: 221 sì e 152 no. DIRETTA, su tg24.sky.it, 23 dicembre 2022. URL consultato il 23 dicembre 2022.
28. ↑   Manovra, dopo ok Camera passa al Senato: continua sprint per evitare esercizio provvisorio, su tg24.sky.it, 26 dicembre 2022. URL consultato il 29 dicembre 2022.
29. ↑   Manovra, ok fiducia al Senato con 107 sì e 69 contrari, su tgcom24.mediaset.it, 29 dicembre 2022. URL consultato il 29 dicembre 2022.
30. ↑   Decreto rave: ok definitivo dalla Camera con la ghigliottina, su ansa.it, 31 dicembre 2022. URL consultato il 9 gennaio 2023.
31. ↑   Csm: eletti 9 candidati su 10, ma c'è il 'caso Valentino', su ansa.it, 17 gennaio 2023. URL consultato il 18 gennaio 2023.
32. ↑   La legge sull'aborto non si tocca, sì della Camera all'odg M5s, su ansa.it.
33. ↑   Mozione 1/00059, su aic.camera.it. URL consultato il 5 febbraio 2023.
34. ↑   Mozione 1/00060, su aic.camera.it. URL consultato il 5 febbraio 2023.
35. ↑   La sottosegretaria Montaruli si dimette dopo la condanna in Cassazione: libri hot e capi firmati a spese della Regione, su la Repubblica. URL consultato il 18 febbraio 2023.
36. ↑   Adnkronos, Governo, sottosegretaria Montaruli si è dimessa, su Adnkronos, 18 febbraio 2023. URL consultato il 18 febbraio 2023.
37. ↑   Carburanti, fiducia Camera su decreto con 174 sì, su Adnkronos, 20 febbraio 2023. URL consultato il 20 febbraio 2023.
38. ↑   La Camera approva il decreto carburanti, va al Senato, su ANSA, 21 febbraio 2023. URL consultato il 21 febbraio 2023.
39. ↑   Milleproroghe in Aula alla Camera, il governo pone la fiducia, su ANSA, 21 febbraio 2023. URL consultato il 21 febbraio 2023.
40. ↑   Omicidio nautico, ok dal Senato con 140 sì: passa alla Camera, su Tgcom24, 21 febbraio 2023. URL consultato il 21 febbraio 2023.
41. ↑   Decreto ex Ilva approvato al Senato con 78 sì, passa alla Camera, su ANSA, 22 febbraio 2023. URL consultato il 22 febbraio 2023.
42. ↑   Milleproroghe: Camera conferma fiducia, 198 sì, su Adnkronos, 22 febbraio 2023. URL consultato il 22 febbraio 2023.
43. ↑   La Camera conferma la fiducia sul dl Ilva, 194 sì, su ANSA, 1º marzo 2023. URL consultato il 1º marzo 2023.
44. ↑   Elezioni comunali, ok Senato a ddl su quorum al 40%, su ANSA, 1º marzo 2023. URL consultato il 1º marzo 2023.
45. ↑   Ok del Senato a istituzione commissione Antimafia, su Adnkronos, 1º marzo 2023. URL consultato il 1º marzo 2023.
46. ↑   Dl Ilva, arrivato il via libera definitivo da parte della Camera, su SkyTg24, 1º febbraio 2023. URL consultato il 1º marzo 2023.
47. ↑   Malattie Rare. La Camera scende in campo e approva mozione unitaria che impegna il governo su ricerca, risorse e presa in carico pazienti, su Quotidiano Sanità, 1º febbraio 2023. URL consultato il 1º marzo 2023.
48. ↑   Bruno Astorre, è morto a 59 anni il senatore Pd e segretario regionale del partito nel Lazio, su Fatto Quotidiano, 3 marzo 2023. URL consultato il 3 marzo 2023.
49. ↑   Migranti, alla Camera l'informativa urgente di Piantedosi sul naufragio di Cutro, su Rai News, 7 marzo 2023. URL consultato il 7 marzo 2023.
50. ↑   Decreto Ricostruzione: via libera definitivo dall’Aula della Camera, su NOVA, 7 marzo 2023. URL consultato il 7 marzo 2023.
51. ↑   Case green, Camera: Ue garantisca flessibilità all'Italia. OK a mozione di maggioranza, su Rai News, 8 marzo 2023. URL consultato l'8 marzo 2023.
52. ↑   Potenziamento del Ssn, la Camera approva un "pacchetto" di mozioni, su Sole 24 Ore, 8 marzo 2023. URL consultato l'8 marzo 2023.
53. ↑   Decreto Carburanti: via libera definitivo dal Senato, è legge, su NOVA, 8 marzo 2023. URL consultato l'8 marzo 2023.
54. ↑   Ddl anziani, il Senato approva con 92 sì: passa alla Camera, su TgCom24, 8 marzo 2023. URL consultato l'8 marzo 2023.
55. ↑   Teatro Regio monumento nazionale: il Senato approva, ora tocca alla Camera, su Gazzetta di Parma, 9 marzo 2023. URL consultato il 10 marzo 2023.
56. ↑   Vigilanza RAI: Nominati i 14 componenti della commissiome, su Adnkronos, 13 marzo 2023. URL consultato il 15 marzo 2023.
57. ↑   GIUSTIZIA: OK CAMERA A DDL PROCEDIBILITA' D'UFFICIO E ARRESTO IN FLAGRANZA, su 9Colonne, 14 marzo 2023. URL consultato il 15 marzo 2023.
58. ↑   METALLI PREZIOSI: OK CAMERA A CONVENZIONE VIENNA SU MARCHIATURA OGGETTI, su Borsa Italiana, 14 marzo 2023. URL consultato il 14 marzo 2023.
59. ↑   Giustizia: ecco cosa prevede la mozione del centrodestra approvata dalla Camera, su Nova, 15 marzo 2023. URL consultato il 16 marzo 2023.
60. ↑   Consiglio europeo, al Senato l’informativa della premier Meloni: la diretta tv, su Il Fatto Quotidiano, 21 marzo 2023. URL consultato il 23 marzo 2023.
61. ↑   Qatargate: via libera dalla Camera alla mozione del centrodestra, su NOVA, 21 marzo 2023. URL consultato il 23 marzo 2023.
62. ↑   Ddl anziani, via libera definitivo della Camera, su PanoramaSanità, 22 marzo 2023. URL consultato il 23 marzo 2023.
63. ↑   Pd, Filippo Sensi proclamato senatore al posto di Astorre: “Si possono sostituire ruoli e responsabilità, mai le persone”, su Il Fatto Quotidiano, 21 marzo 2023. URL consultato il 23 marzo 2023.
64. ↑   Meloni: "Sulla tragedia di Cutro calunnie contro lo Stato". Ok alla risoluzione di maggioranza, su RaiNews, 22 marzo 2023. URL consultato il 23 marzo 2023.
65. ↑   Senato, istituzione commissione di inchiesta su condizioni di lavoro, su Il Corriere Nazionale, 23 marzo 2023. URL consultato il 24 marzo 2023.
66. ↑   Sì unanime della Camera alla commissione d'inchiesta sul caso Orlandi, su AGI, 23 marzo 2023. URL consultato il 24 marzo 2023.
67. ↑   Sicurezza e periferie: Montecitorio dà l’ok alla Commissione d’inchiesta, su La Svolta, 23 marzo 2023. URL consultato il 24 marzo 2023.
68. ↑   Fi: Barelli nuovo capogruppo alla Camera, Ronzulli resta al Senato, su ANSA, 24 marzo 2023. URL consultato il 24 marzo 2023.
69. ↑   Decreto Ucraina: la Camera approva il testo, va al Senato, su ANSA, 28 marzo 2023. URL consultato il 29 marzo 2023.
70. ↑   Pnrr, via libera Senato al decreto. Cosa contiene, dallo Spid ai pagamenti Pa, su amp24.ilsole24ore.com.
71. ↑   Pnrr: la Camera conferma la fiducia al governo, 196 sì, su ansa.it.
72. ↑   Dl Cutro, la maggioranza modifica l'emendamento sulla protezione speciale. Ok del Senato, su rainews.it.
73. ↑   Decreto Pnrr, via libera definitivo della Camera: è legge, su tgcom24.mediaset.it.
74. ↑   25 aprile: scontro sulle mozioni, l'opposizione non vota quella della maggioranza, su ansa.it.
75. ↑   La maggioranza crolla alla Camera: il Def non viene approvato. Un guaio per Meloni, su ilfoglio.it.
76. ↑   Il Parlamento approva il Def: via libera alla risoluzione di maggioranza, su tg24.sky.it.
77. ↑   Decreto “Cutro” in materia di immigrazione convertito in legge – Attesa per un nuovo decreto flussi, su confagricolturapadova.it, 12 maggio 2023. URL consultato il 23 maggio 2023.
78. ↑   Diritti: ok unanime Senato a mozione unitaria contro omofobia, su lapresse.it, 17 maggio 2023. URL consultato il 23 maggio 2023.
79. ↑   Redazione Economia, Ponte sullo Stretto, via libera del Senato al decreto: adesso è legge. Salvini: «Decisione storica», su Corriere della Sera, 24 maggio 2023. URL consultato il 25 maggio 2023.
80. ↑   Dimissioni Cottarelli, via libera del Senato, su adnkronos.com, 31 maggio 2023. URL consultato l'8 giugno 2023.
81. ↑   Carne coltivata: via libera dal Senato. Cosa prevede il ddl, su ansa.it.
82. ↑   Santanchè, la forza del governo Meloni è l’opposizione docile e divisa, su espresso.repubblica.it.
83. ↑   Maternità surrogata reato universale: il sì della Camera alla proposta di legge, su corriere.it.
84. ↑   Proposta di legge carne coltivata (PDF), su documenti.camera.it.
85. ↑   Seduta n. 148 del 23 gennaio 2024 - Votazione elettronica, su Senato della Repubblica. URL consultato il 14 giugno 2024.
86. ↑   Il Senato ha approvato il disegno di legge sull’autonomia differenziata, che ora passerà alla Camera, su Il Post, 23 gennaio 2024.
87. ↑   La Camera boccia la mozione di sfiducia a Salvini. Domani il voto per Santanchè, su rainews.it.
88. ↑   Le mozioni di sfiducia contro Salvini e Santanchè sono state bocciate, su pagellapolitica.it.
89. ↑   RESOCONTO STENOGRAFICO 305 SEDUTA DI MERCOLEDÌ 12 GIUGNO 2024 (PDF), su Camera dei Deputati. URL consultato il 14 giugno 2024.
90. ↑   Che cosa è successo nella rissa alla Camera, su Pagella Politica, 13 giugno 2024.
91. ↑   RESOCONTO STENOGRAFICO 306 SEDUTA DI MERCOLEDÌ 13 GIUGNO 2024 (PDF), su Camera dei Deputati. URL consultato il 14 giugno 2024.
92. ↑   Seduta n. 199 del 18 giugno 2024 - Votazione elettronica, su Senato della Repubblica. URL consultato il 19 giugno 2024.
93. ↑   Il Senato ha approvato il ddl sul cosiddetto “premierato”, su Il Post, 18 giugno 2024.
94. ↑   RESOCONTO STENOGRAFICO 309 SEDUTA DI MARTEDÌ 18 GIUGNO 2024 (Continuata nella giornata di mercoledì 19 giugno 2024) (PDF), su Camera dei Deputati. URL consultato il 21 giugno 2024.
95. ↑   Il parlamento ha approvato in via definitiva la legge sull’autonomia differenziata, su Il Post, 19 giugno 2024.
96. ↑   La Camera boccia la mozione di sfiducia a Nordio. Anm da Mattarella: timori per attacchi e dubbi su riforma, su ilsole24ore.com.
97. ↑   Quanto si risparmia davvero con il taglio del numero dei parlamentari? | Università Cattolica del Sacro Cuore, su osservatoriocpi.unicatt.it. URL consultato il 13 ottobre 2022.
98. ↑   Claudio Bozza, Ecco il nuovo Parlamento: 2 eletti su 3 sono uomini, i numeri dei partiti, su Corriere della Sera, 10 dicembre 2022. URL consultato il 13 ottobre 2022.